# Ватанабе Міцуо
Ватанабе Міцуо (яп. 渡辺 三男, нар. 4 червня 1953, Тотіґі —) — японський футболіст, що грав на позиції півзахисника.

## Клубна кар'єра
Грав за команду Фудзіта.

## Виступи за збірну
Дебютував 1974 року в офіційних матчах у складі національної збірної Японії. У формі головної команди країни зіграв 28 матчів.

## Статистика
Статистика виступів у національній збірній.
| Збірна Японії | Збірна Японії | Збірна Японії |
| Роки          | Ігри          | голи          |
| ------------- | ------------- | ------------- |
| 1974          | 7             | 1             |
| 1975          | 12            | 3             |
| 1976          | 3             | 0             |
| 1977          | 0             | 0             |
| 1978          | 0             | 0             |
| 1979          | 6             | 0             |
| Усього        | 28            | 4             |